# Addison Groove
Tony Williams (né à Bristol, en Angleterre), mieux connu sous le nom de scène Addison Groove, anciennement Headhunter, est un DJ et producteur britannique.

## Biographie
Connu pour sa fusion de styles tels que la techno, la jungle, la soul, le juke et le dubstep, il sort son premier album Nomad sur Tempa (le même label que Skream et Benga) en 2008.
L'un des titres les plus connus d'Addison Groove, Foot Crab,, sort plus tard sur le label de la légende du dubstep Loefah, Swamp 81, et contient des échantillons découpés influencés par le son « juke » de Chicago. Il est également sorti sur Tectonic (appartenant à Pinch, le grand manitou du dubstep de Bristol), 50 Weapons (de Modeselektor) et 3024.
Selon The Quietus, Addison Groove a contribué à mettre le juke et le footwork de Chicago à la portée des dancefloors britanniques,. Cette progression loin du dubstep lui a permis de gagner l'intérêt de médias grand public tels que BBC Radio 1, Dazed et Vice Magazine, ainsi que la Red Bull Music Academy,.
Addison Groove a collaboré avec Vector Meldrew (alias Alex Donne Johnson) sur une série de projets audiovisuels, notamment un spectacle en direct et des clips,.